# San Lorenzo (Celaya)
San Lorenzo es una localidad del estado mexicano de Guanajuato. Es parte del municipio de Celaya.

## Toponimia
El nombre «San Lorenzo» hace referencia al santo patrono de la localidad: Lorenzo de Roma.

## Demografía
| Gráfica de evolución demográfica |
|                                  |

| Censo | Población |
| ----- | --------- |
| 1900  | 283       |
| 1910  | 311       |
| 1921  | 400       |
| 1930  | 361       |
| 1940  | 538       |
| 1950  | 551       |
| 1960  | 925       |
| 1970  | 1 105     |
| 1980  | 1 293     |
| 1990  | 1 714     |
| 2000  | 1 233     |
| 2010  | 1 173     |
| 2020  | 1 192     |